# Libro de contemplación en Dios
El Libro de contemplación o Libro de contemplación en Dios (Liber contemplationis, en latín) es una de las primeras producciones (1271-1274) y una obra enciclopédica y mística escrita por Ramon Llull. Ocupa siete volúmenes de las Obras Originales de Ramon Llull (ORL) y cerca de 1200 páginas de tipografía y de Obras Esenciales (OE). Se muestra dividida en diferentes secciones donde constan capítulos filosóficos, científicos, autobiográficos, entre otros. La finalidad de este libro es entregarse al objetivo de Dios y su obra, alabarlo y glorificarlo. Redactada inicialmente en árabe, fue traducida al latín (la primera edición es del 1505), y al catalán (la primera edición es de 1906).

## Estructura y estilo
Está dividido en varias secciones. El contenido de los cinco libros se basan en las vivencias del autor, la Biblia, el canto de la Sibila, filosofías griegas y filosofia islámica, la escolástica, los Padres de la Iglesia, la descripción de la realidad natural a través de los sentidos externos (vista, oído, olfato, gusto, tacto) e internos (cogitación, apercibimiento, conciencia, sutileza, fervor), etc. El apartado de la Trinidad divina: consta de 365 capítulos, uno por cada día del año, enlazado en tres volúmenes, los cuales engloban cinco libros y estos, cuarenta distinciones. Cada capítulo tiene treinta párrafos numerados, divididos en diez grupos. El cuarto y el quinto libro tienen una estructura temática menos definida: al cuarto aborda temas de carácter filosófico, como por ejemplo la necesidad y la contingencia, la sensualidad i la intelectualidad, fe y razón, o predestinación y libre albedrío; al quinto hay cuarenta y seis capítulos dedicados al amor y cincuenta y dos a la oración, con intuiciones filosóficas y proyectos relacionados con el futuro desarrollo de las primeras Artes.La redacción en primera persona hace que el autor pueda intercalar numerosas referencias autobiográficas que pertenecen o bien al campo de la exultación en el agradecimiento de los bienes recibidos de Dios o bien al de la penitencia y el arrepentimiento en el recuerdo de los pecados de juventud, sobre todo el de la lujuria. De todas maneras hay que hacer atención a la insistencia de Llull en el anonimato: cuando habla de él mismo, lo hace siempre en términos genéricos; con el paso de los años se aceptó su imagen pública de "loco de amor" y de luchador del ideal. En este escrito, pero, se siente sólo un "hominitxol pecador". Esta tendencia a la automarginació y a la exultació en una fe vigorosa y de adquisición reciente, también se manifiesta en la recurrencia de las frases exclamativas de alabanza de la divinidad; estas manifestaciones retóricas pueden desconcertar el lector contemporáneo, pero están en la línea de la prosa agustiniana de las Confesiones.